# گوندا نیمان-اشتیرنمان
گوندا نیمان-اشتیرنمان ورزشکار زن رشتهٔ اسکیت سرعتی اهل کشور آلمان است. وی در بین سال‌های ‎۱۹۹۲ تا ۱۹۹۸ میلادی در مسابقات بازی‌های المپیک زمستانی در مجموع ۸ مدال، شامل ۳ مدال طلا و ۴ نقره و ۱ برنز را کسب کرد.